# Wappen von Victoria

Wappen von Victoria

Das Wappen von Victoria, einem Bundesstaat Australiens,
zeigt im blauen Schild das silberne Sternbild Kreuz des Südens.
Auf dem Schild ruht ein nach rechts gedrehter Krötenkopfhelm mit blau-weißen Helmdecken. Aus der gleichgefärbten Helmwulst wächst ein naturgefärbtes braunes Känguru empor und hält die Königskrone.
Schildhalter sind zwei dem Betrachter zugewandte Frauen im weißen langen Gewand auf einem Rasen stehend. Die Rechte (für Frieden) hat eine blaue Haube auf und einen blauen Schal über die Schulter einen grünen Olivenzweig haltend; die Linke (für Wohlstand) diese Stücke in rot und ein Füllhorn haltend.
Unter dem Schild in blauen Majuskeln auf weißem Band die Worte „Peace and Prosperity“ (Frieden und Wohlstand).
Das Wappen wurde am 6. Juni 1910 offiziell durch  König George V. des Vereinigten Königreichs eingeführt. Bekannt ist es in wesentlichen Teilen seit 1877. Die Krone (St. Edward’s Crown) in den Pfoten des Kängurus ist nochmals am 28. März 1973 durch Königin Elisabeth II. bestätigt worden.